# Carlos Atanes
Carlos Meroño Atanes, conocido artísticamente como Carlos Atanes (Barcelona, 8 de noviembre de 1971) es un director de cine, escritor y dramaturgo español. Es miembro de The Film-Makers' Cooperative desde el año 2020, fundada por Jonas Mekas y Andy Warhol, entre otros.

## Biografía
En 1987, con quince años, comienza a rodar cortometrajes en vídeo de forma amateur. En 1988 se matricula en Imagen y Sonido, y al acabar sus estudios dirige El Meravellòs Món de l'Ocell Cúcù (1991), en 35 mm, considerado uno de los mejores cortometrajes catalanes de los años 90.[cita requerida] Poco después realiza adaptaciones de textos de Joan Brossa, Botho Strauss y del famoso relato de Franz Kafka La metamorfosis (1993), y se embarca en el proyecto de rodar su primer largometraje, Tríptico, en 16 mm. Consigue rodar la película, pero los resultados no le satisfacen y decide no montarla. A partir de entonces, durante algunos años, se dedica al vídeo experimental, a los cortometrajes más o menos estrambóticos y al género documental.
Entre noviembre de 2000 y enero de 2001, en el evento "Creació Jove 2000"  expuso la videoinstalación Oráculo de Futuro Promedio en La Capella del antiguo Hospital de la Santa Creu, en Barcelona.
En 2003 comienza el rodaje de Perdurabo, un largometraje sobre la vida del controvertido ocultista inglés Aleister Crowley. Consigue acabar la primera parte de la película, de 40 minutos de duración, pero detiene la producción hasta nueva orden para concentrarse en FAQ: Frequently Asked Questions (2004), una fantasía futurista de inspiración orwelliana que tras su presentación internacional en el festival de cine fantástico Buenos Aires Rojo Sangre ha recorrido festivales de todo el mundo, y despertado tantas adhesiones como antipatías. Producida al margen de cualquier tipo de ayuda institucional, y financiada con el dinero del bolsillo de un puñado de entusiastas, FAQ es uno de los escasísimos largometrajes españoles de ciencia ficción, y probablemente el único que pertenece al género de la distopía.[cita requerida] FAQ gana en octubre de 2005 el premio a la Mejor Película en el Panorama of Independent Filmmakers de Atenas, y en ese mismo año el festival de cine fantástico de Tel Aviv la nomina al Premio ICon. Y además, en el Fantasporto 2006 obtiene dos nominaciones: el Gran Premio y el Premio Méliès de Plata de Cine Fantástico Europeo.
Colaboró en la serie documental, en calidad de realizador, Un segle per a les dones, que se retransmitió para La 2 de TVE, entre el 2004 y 2005, solo para los telespectadores de Cataluña en desconexión territorial. 
En 2007 estrena PROXIMA, su segundo largometraje de ciencia ficción en Fantasporto y en el Festival de Ciencia ficción de Londres (Sci-Fi-London). PROXIMA, una epopeya espacial protagonizada, entre otros, por el mentalista Anthony Blake es una película más ambiciosa que FAQ. El festival de cine fantástico de Tel Aviv la nomina al premio ICon y en 2008 la Asociación Española de Fantasía, Ciencia Ficción y Terror la nomina al premio Ignotus a la mejor película de género fantástico de 2007. En agosto de 2016 la revista Nature anunció el descubrimiento de Próxima Centauri b, un planeta en la órbita de la estrella Próxima Centauri de características muy similares al que aparece en la película, momento que Atanes aprovechó para crear, por primera vez, una petición en Change.org.
En 2007 reúne sus tres cortometrajes más bizarros y underground en el CODEX ATANICUS, una antología que recibió una buena acogida de los críticos independientes estadounidenses. En el año 2008 crea, junto a los realizadores Albert Pons, Víctor Conde y El Chico Morera, el proyecto colectivo Pulque 51, consistente en el rodaje de cuatro cortometrajes con el objetivo de lanzar a la actriz Arantxa Peña como nueva scream queen española. Atanes dirige el cortometraje titulado, precisamente, Scream Queen, protagonizado entre otros por la propia Arantxa Peña, el periodista y escritor José Manuel Serrano Cueto (quien se interpreta a sí mismo) y el actor Antonio Albella, ex-componente del legendario grupo glam Loco Mía.
Posteriormente rueda Maximum Shame, un largometraje fetichista, musical, de ciencia ficción, con el que recupera el espíritu transgresor y bizarro del CODEX, al que ya había vuelto a aproximarse con Scream Queen. Maximum Shame, una pesadilla distópica y fetichista, fantástica y musical, sobre el fin del mundo, el dolor y el placer, el éxtasis y el poder, es nominada a la Mejor Película en el BUT Film Festival de Breda (Países Bajos), en 2010.
En el año 2012 rueda su largometraje Gallino, the Chicken System. Y en el 2017 rueda su primera adaptación al cine de un texto teatral suyo, en este caso Romance Bizarro, que lo estrena directamente a través de su canal de YouTube a partir del 3 de abril de 2018.
Como escritor ha publicado ensayo, teatro, guion cinematográfico y narrativa. En diciembre de 2018 la editorial Dilatando Mentes publica su ensayo Magia del Caos para escépticos, escrito con el objetivo de dar a conocer la magia del caos en el ámbito hispanohablante. En octubre de 2019, el libro es nombrado Finalista a los VI Premios Guillermo de Baskerville en la categoría de No Ficción, además de ser Candidato al Premio Ignotus 2019 al Mejor Libro de Ensayo. Posteriormente el libro ha sido publicado en inglés por la editorial Mandrake of Oxford en 2022 y en italiano por Venexia Editrice en 2024.
En octubre de 2024 sus pinturas gráficas participan en calidad de invitada en Fürth en el evento anual Gastspiel. En noviembre de ese mismo año en Berlín, en el Filmrauschpalast Moabit se proyectó el estreno mundial de la película colectiva Alter-Ego Film Project, del cual forma parte su cortometraje Autofocus.
En mayo de 2025, en Montpellier, en la Universidad Paul Valéry de Montpellier, se proyectó Alter-Ego Film Project. Y por estas mismas fechas, se representó en formato radioteatro y en idioma catalán el texto teatral La cobra en la cesta de mimbre, con las voces de Ricard Martínez y Montserrat Santamaria, bajo la dirección de Maria Glòria Farrés i Ramon, a través de Matadepera Ràdio, en Matadepera.

## Teatro
La cobra en la cesta de mimbre fue el primer texto teatral que se estrenó en los escenarios. Tuvo lugar en Hospitalet de Llobregat en febrero de 2003 en el Centre Cultural La Bòbila, con los actores Ángel Galán y Marta Timón, bajo la codirección de Manuel Solàs y de Germán Tormo. Después en mayo de ese mismo año se volvió a representar la obra en Barcelona en el Teatre La Riereta, con los actores Oriol Aubets, Sandra Moncusí y Arnau Monclús, bajo la dirección de Sílvia Sanfeliu. En octubre de 2008, dicho texto se representó en idioma catalán con el título alternativo de "La Gàbia" (La Jaula) en Cardedeu, en el CECUCA-Centre Cultural de Cardedeu, con los actores Pepo Blasco y Txu Morillas, bajo la dirección de Àlex D. Capo.
En abril de 2011 estrena en la Sala AZarte de Madrid su obra La cobra en la cesta de mimbre, que dirige por primera vez él mismo e interpretada por Ana Mayo y Jorge Cabrera. Y en diciembre del mismo año, también en Madrid, estrena en el Teatro Arenal su segunda obra, El hombre de la pistola de nata, una tragicomedia sobre el robo de ideas, en esta ocasión bajo la dirección de Juan José Afonso e interpretada por Joaquín Hinojosa, Francesc Tormos, María Kaltembacher y Josu Ormaetxe. Dicha obra obtuvo nueve candidaturas correspondientes a la 16.ª edición (2013) de los Premios Max.
En marzo de 2013, la obra La cobra en la cesta de mimbre tiene el honor de ser el primer texto que participa en un festival, que tuvo lugar en Santa Coloma de Gramenet, en el Espai Escènic Carro de Baco, en el evento "Fantàstic-Festival de Teatre de terror i fantàstic", organizado por la propia sala. Actuaron los actores Àlex Brull Ramonet y Alejandra Soler, bajo la dirección de Germán Madrid.
En marzo de 2014 la obra La depredadora, bajo la dirección de Ariadna Ferrer, en Reus se representó en el festival Quarts de Teatre-Hivern 2014, donde fue premiado con el premio Pere Mata a la Mejor Ambientación y Vestuario. En 2015 la obra Un genio olvidado (Un rato en la vida de Charles Howard Hinton), bajo la dirección de Carlos Atanes, fue galardonado por la web Tarde de Teatro con el Premio Reseña 2014/2015 en la categoría de Mejor Actriz de Reparto, para María Kaltembacher.
Entre noviembre de 2016 y enero de 2017, en Ciudad de México la obra Necrofilia fina, bajo la dirección de Rosendo Gázpel, se representó en el Microteatro México, donde fue galardonado con dos Premios Micro Estrella (Mejor Actor, para Cristian Magaloni, y Mejor Vestuario).
En 2019 Afonso vuelve a dirigir un texto de Atanes, Antimateria, con preestreno en octubre en el Teatro El Sauzal de la localidad de El Sauzal y estreno oficial en el Teatro Guimerá de Santa Cruz de Tenerife. Un año más tarde, en octubre de 2020, Antimateria llega a los escenarios de Guayaquil, Ecuador, interpretada por Lucho Mueckay y José Andrés Caballero, bajo la dirección de Alejandro Fajardo. En ese mismo año Antimateria de la compañía Platónica Teatro, y bajo la dirección de Juan José Afonso, estuvo Nominada a los XI Premios Réplica 2020-Asociación de Empresas de Teatro de Canarias.
En 2023 la obra El grifo de 5.000.000 euros, bajo la dirección de María Ángeles Quinteros, ex aequo junto con otras obras, formó parte de la Nominación al Premio Estrella de Mar a Mejor Producción Integral Marplatense, representando al Chauvín-Centro de Creación en Mar del Plata (Argentina).

## Obras de teatro estrenadas como autor
| Año  | Obra                                                                                       |
| ---- | ------------------------------------------------------------------------------------------ |
| 2021 | Rey de Marte - (Lectura dramatizada dirigida por Juan José Afonso)                         |
| 2021 | Báthory - (Lectura dramatizada a cargo de Marta Timón)                                     |
| 2019 | Antimateria - (Dir. Juan José Afonso)                                                      |
| 2018 | La incapacidad de exprimirte - (Textos para una creación de danza-teatro de Amaya Galeote) |
| 2018 | La línea del horizonte - (Dir. Joaquín Hinojosa)                                           |
| 2015 | Un genio olvidado (Un rato en la vida de Charles Howard Hinton) - (Dir. Carlos Atanes)     |
| 2014 | La quinta estación del p. Vivaldi - (Dir. Marta Timón)                                     |
| 2014 | Los ciclos atánicos - (Dir. Carlos Atanes)                                                 |
| 2013 | El triunfo de la mediocridad - (Dir. Carlos Atanes)                                        |
| 2013 | Secretitos - (Dir. Carlos Atanes)                                                          |
| 2011 | El hombre de la pistola de nata - (Dir. Juan José Afonso)                                  |
| 2003 | La cobra en la cesta de mimbre - (Dir. Manuel Solàs y Germán Tormo)                        |

## Obras de microteatro
¿Hasta cuándo estáis? (2019), A Praga y vámonos (2019), Chéjov bajo cero (2018), Sexo y tortilla (2017), Pasión mostrenca (2017), La abuela de Frankenstein (2016), Love is in the box (2016), Caminando por el valle inquietante (2015),  Santos varones (2015), El grifo de 5.000.000 euros (2014), El vello público (2014), Necrofilia fina (2013), Romance bizarro (2013), La lluvia (2012), La depredadora (2012)

## Obras teatrales escritas y dirigidas por el autor
Love is in the box (2016), Caminando por el valle inquietante (2015), Un genio olvidado (Un rato en la vida de Charles Howard Hinton) (2015), Santos varones (2015), El grifo de 5.000.000 euros (2014), El vello público (2014), Los ciclos atánicos (2014), El triunfo de la mediocridad (2013), Necrofilia fina (2013), Secretitos (2013), Romance bizarro (2013), La lluvia (2012), La depredadora (2012), La cobra en la cesta de mimbre (2011)

## Largometrajes
| Año  | Película                                     |
| ---- | -------------------------------------------- |
| 2024 | Alter Ego Film Project (Fragmento Autofocus) |
| 2012 | Gallino, the Chicken System                  |
| 2010 | Maximum Shame                                |
| 2007 | PROXIMA                                      |
| 2004 | FAQ: Frequently Asked Questions              |
| 2003 | Perdurabo (Where is Aleister Crowley?)       |

## Cortometrajes, documentales y otros
| Año  | Película                              |
| ---- | ------------------------------------- |
| 2023 | Autofocus                             |
| 2017 | Romance bizarro                       |
| 2008 | Scream Queen                          |
| 2008 | CODEX ATANICUS (antología)            |
| 2007 | Made in PROXIMA                       |
| 2002 | Manuel Meller, señor de Barcelona     |
| 2002 | e-Nachiana                            |
| 1999 | Cyberspace Under Control              |
| 1999 | Welcome to Spain                      |
| 1999 | Metaminds & Metabodies                |
| 1998 | Die Sieben Hügel Rom's                |
| 1997 | Salomé                                |
| 1997 | Borneo                                |
| 1996 | Morfing                               |
| 1995 | Tríptico (largometraje inacabado)     |
| 1993 | La Metamorfosis de Franz Kafka        |
| 1993 | El Tenor Mental                       |
| 1992 | El Parc                               |
| 1991 | La Muerte                             |
| 1991 | Els Peixos Argentats a la Peixera     |
| 1991 | The Marvellous World of the Cucu Bird |
| 1991 | Romanzio in il sècolo ventuno         |
| 1990 | Morir de calor                        |
| 1990 | Le descente à l'enfer d'un poète      |
| 1989 | El garaje de los coches               |
| 1989 | La Ira                                |
| 1987 | El hombre de las gafas oscuras        |

## Obra literaria
| Año  | Libro |
| ---- | --- |
| 2024 | Perplejidad (Aleister Crowley en la Boca del Infierno) - Novela (ISBN 978-84-128410-7-7)                                    |
| 2024 | Antimateria - Teatro (ISBN 978-84-10060-21-0)                                                                               |
| 2024 | Querida: De los sufrimientos y el empoderamiento de una muñeca - Novela ilustrada por Jan Van Rijn (ISBN 978-3-9826372-2-8) |
| 2024 | Querida: The Sufferings and Self Empowerment of a Doll - Novela ilustrada por Jan Van Rijn (ISBN 978-3-9826372-1-1)         |
| 2024 | Querida: Vom Leid und der Selbstermächtigung einer Puppe - Novela ilustrada por Jan Van Rijn (ISBN 978-3-9826372-0-4)       |
| 2024 | Magia del Caos per scettici - Ensayo (ISBN 978-8899863982)                                                                  |
| 2022 | Chaos Magic For Skeptics - Ensayo (ISBN 1914153170)                                                                         |
| 2021 | Filmar los sueños - Ensayo (ISBN 978-8412389685)                                                                            |
| 2018 | Magia del Caos para escépticos - Ensayo (ISBN 978-8494911347)                                                               |
| 2018 | Demos lo que sobre a los perros - Ensayo (ISBN 978-1721253517)                                                              |
| 2017 | Un genio olvidado (Un rato en la vida de Charles Howard Hinton) - Teatro (ISBN 978-1546636892)                              |
| 2013 | Aleister Crowley en la Boca del Infierno: El guion nunca filmado - Guion cinematográfico (ISBN 978-1483946641)              |
| 2013 | Aleister Crowley in the Mouth of Hell: The screenplay never filmed - Guion cinematográfico (ISBN 978-1482599558)            |
| 2012 | Combustión espontánea de un jurado - Novela (ISBN 978-1475241488)                                                           |
| 2012 | La última página del Ulises de Joyce - Novela (ISBN 978-1475168822)                                                         |
| 2007 | Confutatis Maledictis - Novela (ISBN 978-1434819017)                                                                        |
| 2007 | La cobra en la cesta de mimbre - Teatro (ISBN 978-1434819024)                                                               |
| 2007 | El hombre de la pistola de nata - Teatro (ISBN 978-1434819031)                                                              |
| 2007 | Los trabajos del director: En la cocina del cine (muy) independiente - Ensayo (ISBN 978-1434818706)                         |
| 2003 | La cobra al cistell de vímet - Teatro (ISBN 8489826307)                                                                     |

### En libros colectivos
| Año  | Libro |
| ---- | --- |
| 2022 | Querida: A doll's tale of misery and liberation (Novela ilustrada por Jan Van Rijn. Varios autores)                |
| 2022 | Monstruos (Varios autores) - Ensayo (ISBN 978-84-18941-61-0)                                                       |
| 2021 | La invasión de los ultracuerpos, de Philip Kaufman (Varios autores) - Ensayo (ISBN 978-8412049374)                 |
| 2020 | Cine que hoy no se podría rodar (Varios autores) - Ensayo (ISBN 978-8412271607)                                    |
| 2020 | Eyes Wide Shut (Varios autores) - Ensayo (ISBN 978-8412187465)                                                     |
| 2020 | Space Fiction: Visiones de lo cósmico en la ciencia ficción (Varios autores) - Ensayo (ISBN 978-8412049664)        |
| 2019 | De Arrebato a Zulueta (Varios autores) - Ensayo (ISBN 978-8412049312)                                              |
| 2016 | In the Woods & on the Heath (Libro ilustrado por Jan van Rijn. Varios autores)                                     |
| 2010 | La Bestia en la pantalla. Aleister Crowley y el cine fantástico (Varios autores) - Ensayo (ISBN 978-84-89668-84-1) |